# Pehr Tidén
Pehr Tidén, född 22 juli 1718 i Hova församling, Skaraborgs län, död 5 juli 1782 i Rystads församling, Östergötlands län, var en svensk präst och bibliotekarie.

## Biografi
Tidén föddes 1718 i Hova församling. Han var son till kyrkoherden Sven Tidenius och Elisabeth Victorin. Han började sin studier i Linköping och blev 1737 student vid Uppsala universitet, där han tillhörde Östgöta nation. År 1749 blev han student vid Greifswalds universitet och avlade samma år filosofie kandidatexamen. 1750 blev han magister primus. 12 juli 1752 prästvigdes Tidén till huspredikant på Boxholms säteri. Han blev 31 januari 1759 den förste bibliotekarien vid Stiftsbiblioteket i Linköping. Han tog 22 mars 1765 pastoralexamen. Tidén blev 4 december 1770 kyrkoherde i Rystads församling och prost 4 juli 1782. Tidén avled 5 juli 1782 i Rystads socken.

### Familj
Tidén gifte sig 1759 med Maria Elisabeth Collin (1739-1791). Hon var dotter till lektorn Sven Collin och Christina Millberg i Linköping. De fick tillsammans barnen Sven Tidén (1759-1773), bibliotekarien Johan Peter Tidén i Linköping och Maria Elisabeth Tidén som var gift med kyrkoherden Gustaf Collin i Vadstena församling och assessorn Samuel Johan Chierlin vid Kommerskollegium.